# صالح العتيبي (لاعب كرة قدم مواليد 1990)
صالح سعود العتيبي لاعب كرة قدم سعودي و يلعب في الوسط في نادي طبرجل.

## مسيرة اللاعب
لعب سابقاً في أندية الطائي و الأمل و اللواء و الجبلين و جبه و الثقبة و الجبيل و العربي و الصقور و اللواء و القلعة و طبرجل.